# Liucura
Liucura es una villa perteneciente a la comuna de Lonquimay en la Región de la Araucanía, Chile.  

## Ubicación
Se encuentra ubicada en la ruta internacional CH-181, que conduce a Argentina siguiendo hacia el este a través del Paso Internacional Pino Hachado (1884 m s. n. m.).
Hacia el norte Liucura conecta con el pueblo de Lonquimay, y hacia el sur con la villa Icalma bordeando el río Biobio. Liucura se encuentra a una altura aproximada de 1000 m s. n. m., en el valle del río Biobío, naciente desde las lagunas Icalma y Galletué. Este río es el segundo más largo del país con 380 km de longitud. Al sur de la villa transcurre el Río Liucura, que proviene de la Cordillera de Los Andes. 

## Infraestructura

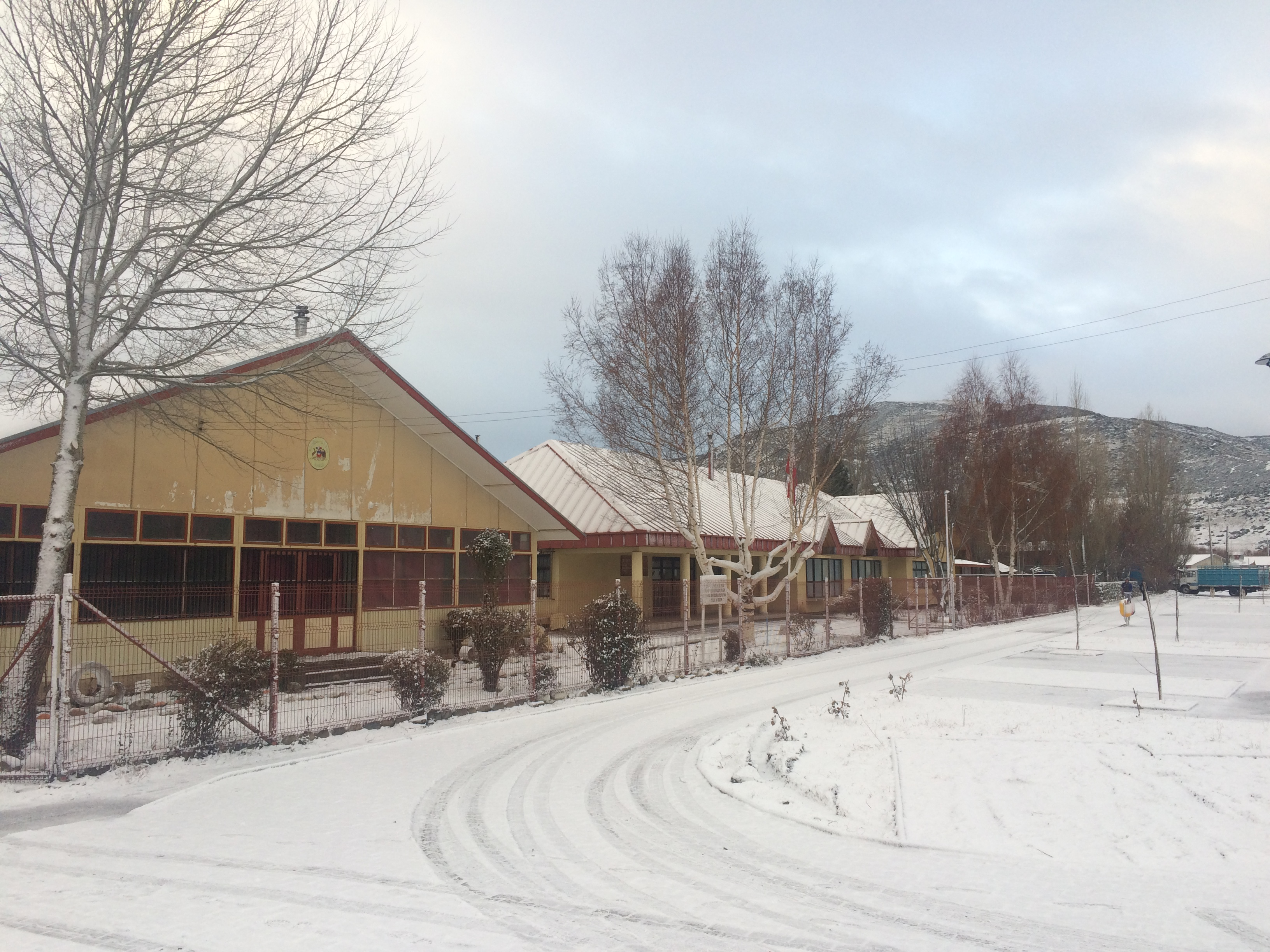
Escuela de Liucura

Cuenta con una escuela básica del mismo nombre inaugurada en 1953, retén de Carabineros, atención primaria de salud, y una aduana internacional. Las principales actividades de la villa tienen relación directa con los locales comerciales, y servicios básicos. En sus alrededores destacan actividades desarrolladas por pequeños ganaderos (principal fuente de ingresos). El pehuén es un producto de importancia, que es aprovechado por las comunidades que rodean el sector, tanto para el consumo familiar y/o venta.
A pesar de ser un lugar situado al lado de una ruta internacional, que conecta importantes ciudades, poco antes del año 2000 no contaba con suministro eléctrico del sistema interconectado y disponía de un sistema autónomo de generación de energía eléctrica. Entre los años 1997 y 1999 se pavimentó el tramo Lonquimay-Liucura, que permitió mayor conectividad a las personas. Uno de los episodios más recordados es el llamado terremoto blanco de 1995, que azotó gran parte del sur de Chile dejando numerosas pérdidas, principalmente para los campesinos. 

## Atractivos

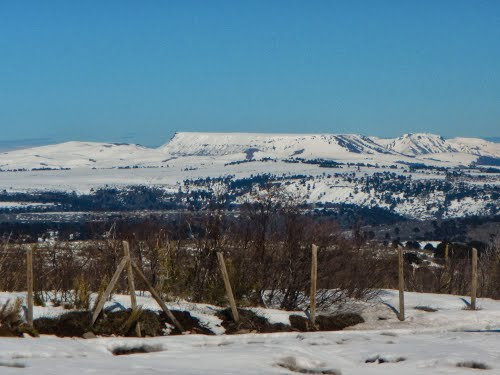
Vista del Batea Mahuida desde Pino Hachado.

Desde aquí es posible acceder a algunos cerros de interés ubicados en la zona cordillerana en el límite con Argentina tales como cerro Pino Solo o Cuchare. Siguiendo por la ruta 95-S hacia Icalma, se encuentra el cerro Batea Mahuida (a veces catalogado como volcán), cuya cumbre es una larga meseta que le otorga una  vista particular y además es un mirador natural a los volcanes de la región. 

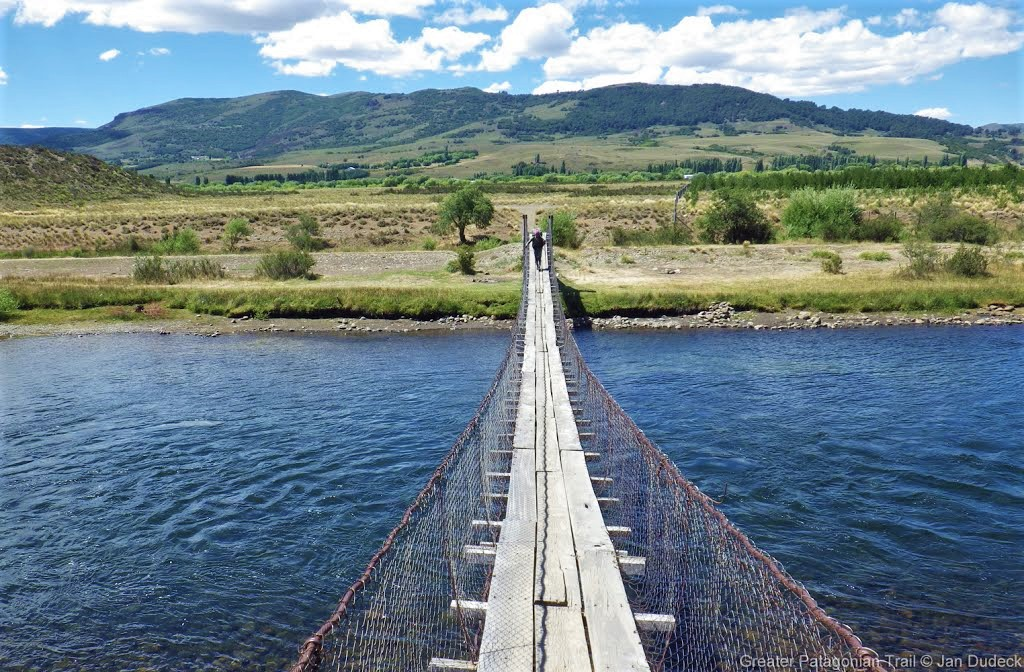
Pasarela sobre el río Biobío en Liucura

En Liucura existe un antiguo e icónico puente colgante construido de madera  y alambre que cruza el río Biobio, muy peligroso en invierno por su caudal, y que comunica a los habitantes de la localidad de Rucañanco con Liucura. En 2016 se sumó un puente nuevo.

## Clima

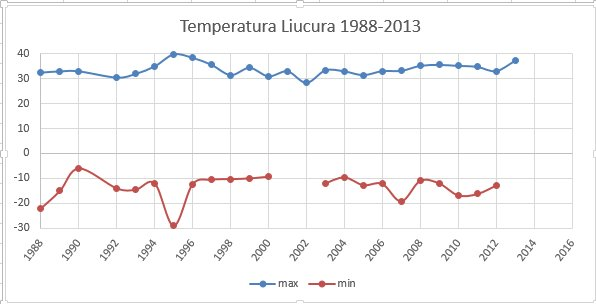
Registro de temperaturas en Liucura entre 1988 y 2013

La zona de Lonquimay en general presenta condiciones climáticas extremas (mucho frío en invierno y elevadas temperaturas en verano). La estación meteorológica del lugar ha reportado mínimas de -29 °C en el invierno de 1995 (año del terremoto blanco) y máximas cercas a 40 °C en verano (ver figura adjunta).